# مورویا، نیو ساوت ولز
مورویا (به انگلیسی: Moruya) یک شهرک در استرالیا است که در Eurobodalla Shire واقع شده‌است.